# Nhóm symplectic
Nhóm symplectic (tức là đối ngẫu) là một loại nhóm Lie hữu hạn cùng với các nhóm unita, trực giao, tuyến tính, Lie ngoại lệ, Lorentz, Poincare, Quaternion, và một số nhóm khác đều là nhóm Lie. (hữu hạn)

## Định nghĩa

### Định nghĩa bằng ma trận
Tồn tại số nguyên dương {\displaystyle m} cùng với trường {\displaystyle K}, tập {\displaystyle Sp(2m,K)} là nhóm symplectic nếu và chỉ nếu
{\displaystyle Sp(2m,k)=\left\{A\in GL(2m,K)\,|\,A{\begin{pmatrix}0&I\\-I&0\end{pmatrix}}A^{T}={\begin{pmatrix}0&I\\-I&0\end{pmatrix}}\right\}}
với {\displaystyle I} và {\displaystyle -I} là các ma trận đơn vị vuông cấp {\displaystyle n\times n}.
Nhóm symplectic {\displaystyle Sp(2m,K)} có độ đo {\displaystyle m} hoặc {\displaystyle 2m}.

### Định nghĩa một cách tổng quát
Cho {\displaystyle K} là một trường và {\displaystyle f} ánh xạ song tuyến tính không suy biến xen kẽ trên không gian vectơ {\displaystyle V} qua {\displaystyle k}. Một {\displaystyle f} -nhóm symplectic là nhóm tất cả các biến đổi tuyến tính trên {\displaystyle V} bảo toàn {\displaystyle f} -tính chất i.e. thỏa mãn {\displaystyle A}:
{\displaystyle f(v,w)=f(Av,Aw)\,\forall v,w\in W}.
Thật vậy, định nghĩa trên đúng với mọi ánh xạ song tuyến tính không suy biến xen kẽ, chúng ta thường giả định rằng ma trận song tuyến tính xen kẽ là không suy biến.